# Shuibu Shuiku
Shuibu Shuiku (kinesiska: 水埠水库) är en reservoar i Kina. Den ligger i provinsen Fujian, i den sydöstra delen av landet, omkring 250 kilometer nordväst om provinshuvudstaden Fuzhou. I omgivningarna runt Shuibu Shuiku växer i huvudsak blandskog.
Genomsnittlig årsnederbörd är 2 556 millimeter. Den regnigaste månaden är maj, med i genomsnitt 411 mm nederbörd, och den torraste är oktober, med 27 mm nederbörd.